# Faro de Mazarrón
El faro de Mazarrón, situado en Puerto de Mazarrón, localidad perteneciente a Mazarrón, Murcia, fue construido en el Cabezo del Puerto sobre una torre defensiva en 1861.

## Historia
A finales del siglo XVI, hacia 1510, en el llamado Cabezo del Puerto, más concretamente en la Cala del Moro Santo, se construyó una torre siguiendo las líneas arquitectónicas de ingeniero militar Juan Bautista Antonelli, para albergar artillería, del mismo tipo que la construida en el otro lado de la bahía, en La Azohía, conocida como Torre de Santa Elena, para contemplar la defensa de este sector del litoral. La torre del Puerto de Mazarrón, o de San Ildefonso, también conocida como “torre nueva”, para diferenciarla de la Torre de las Salinas, más antigua, fue derribada a mediados del siglo XIX para, en su lugar, construir el faro. El faro es construido en 1861, aprovechando los materiales de la torre que allí se erguía, un ejemplo del provecho de los materiales de la torre fue la utilización de sus cañones para la elaboración de campanas para una ermita.